# Arthedain
Arthedain nebo též Země Edain bylo království Dúnadanů ve fiktivním světě J. R. R. Tolkiena. Království Arthedain vznikla štěpením říše Arnoru. Král Eärendura rozdělil Arnor mezi své syny, vznikla tak menší samostatná království. Arthedain tvořilo jádro Arnoru, hlavní město Annúminas, pevnost Fornost a věž Amon Sûl. Na jihu sousedilo s královstvím Cardolan a na východě s královstvím Rhudaur.

## Dějiny
Za vlády nejvyššího krále Eärendura z Arnoru byli jeho synové v otevřeném sporu, který po Eärendurově smrti v roce 861 propukl v občanskou válku. Amlaith, skutečný dědic trůnu Arnoru, byl proti jeho dvěma bratrům. Neschopen vyřešit situaci, byl omezen na vládu v regionu Arthedain, který sestával přibližně ze zemí západně od řeky Branduiny a severně od Velké Východní Cesty. (Jeho bratři vytvořili království Cardolan a Rhudaur na jihu a východě.) Hlavním městem království bylo Fornost a Hůrka byla jedním z jeho nejdůležitějších center. Annúminas, bývalé hlavní město Arnoru, bylo na území Arthedainu, ale téměř opuštěné a chátrající.
Rozdělení království odstartovalo úpadek Severních Dúnadanů. Vládnoucí Isildurova linie se udržela pouze v Arthedainu jehož králové brzy vznesli nárok na celé bývalé území Arnoru. O své hranice vedla tato tři království mnohé spory, avšak nejvýraznějším problémem se ukázal spor o vež Amon Sûl, kde byl umístěn nejmocnější z arnorských palantírů. Vztah mezi Arthedainem a Cardolanem se po čase uklidnil a obě království k sobě nebyla nepřátelská. Většina Dúnadanů tou dobou zbývala v Arthedainu, v Cardolanu jich žila pouze menšina mezi Středolidmi (Middle Men), avšak v Rhudauru jich bylo nejméně, jelikož Rhudaur byl Dúnadany nejméně osídlen a tak zde žili převážně divocí lidé z kopců.
Malá nejednotná království však nedokázala čelit rostoucí hrozbě nepřátelského království Angmar a Arthedain stejně jako dvě ostatní království byl pustošen vojsky Černokněžného krále Angmaru.
V roce 1300 se na severovýchodní hranici Arthedainu objevilo čarodějné království Angmar. Jejím králem byl vůdce Prstenových přízraků, ačkoli to Dúnadani nevěděli. Když přišla tato nová hrozba, Cardolan se svěřil pod nadvládu Arthedainu, zatímco divocí lidé z Rhudauru vyhnali poslední Rhudaurské Dúnadany a podrobili se Angmaru. Cardolan opakovaně posílal pomoc Arthedainu, když to bylo potřeba, ale v roce 1409 byl Cardolan těžce oslaben a Rhudaur anektován Angmarem. Fornost byl napaden, ale město bylo úspěšně bráněno králem Araphorem a říše přežila díky pomoci elfů z Šedých přístavů Lindonu, Roklinky a Lothlórienu.
Království nebylo moc zasaženo Velkým morem, ale populace Arthedainu se nadále snižovala, přičemž některé z nejlepších zemědělských ploch byly poskytnuty Hobitům v roce 1601, aby vytvořili Kraj, protože se stali opuštěnými. V roce 1851 vyhrál král Araval válku s Angmarem a pokusil se znovu osídlit Cardolan, ale osadníci byli zahnáni nebo zabiti Mohylovými příšerami. Touto dobou byla velká populace pouze v Arthedainu, Cardolan byl téměř vylidněn, a jehož populace se buď přestěhovala do Enedwaithu, nebo se udržela v jižních a pobřežních městech (např. v Tharbadu). Rhudaur byl vylidněn, a jeho populace divokých lidí byla pravděpodobně vyhlazena.
V roce 1940, když si Arthedain uvědomil, že obě království Dúnadanů byly napadeny koordinovanými hrozbami, obnovil kontakt s Gondorem a Fíriel, dcera krále Ondohera, se provdala za Arveduie z Arthedainu. Krátce nato se útoky čarodějného krále obnovily a Konfederace Vozatajů napadla Gondor, čímž zabránili jednomu království pomoci druhému. Po smrti Ondohera si Arvedui nárokoval korunu Gondoru, přičemž uvedl svůj vlastní původ z Isildura a jeho manželky jako dcery zesnulého krále. Rada Gondoru jeho tvrzení popřela, čímž zabránila znovusjednocení Dúnadanů.
Zoufalý odpor Arthedainu pokračoval s ubývajícími zdroji, ale v roce 1974 bylo království nakonec přemoženo a Fornost padl do rukou Angmaru. Padl jen o rok příliš brzy, protože pomoc z Gondoru vedená Eärnurem právě mířila na sever. Tato armáda dosáhla Arthedainu v roce 1975 a zničila vojska Angmaru v bitvě u Fornostu.
Její poslední král Arvedui, i přes pomoc poskytnutou horaly z Lossothu, se utopil těsně před bitvou. Syn Arveduie, Aranarth, se rozhodl neobnovit království, a tak se stal prvním náčelníkem Dúnadanů. Z něj pochází Aragorn. Králové Arthedainu byli také pány Kraje a Hobiti si později vybrali Vladyku, aby nahradili krále.
Ke království Arthedain patřilo také město Hůrka a hobity obývaný Kraj, které přetrvali i po pádu království.
Zbylí Dúnadané se odebrali na sever od Roklinky a vešli ve známost jako Hraničáři ze Severu.